# Леопольд, Эстелла
Эстелла Леопольд (англ. Estella B. (Bergere) Leopold; 8 января 1927, Мадисон — 25 февраля 2024, Сиэтл, Вашингтон) — американский ученый-ботаник и природозащитница, палеоэколог, палинолог. Доктор философии (1955), эмерит-профессор Вашингтонского университета в Сиэтле. Член НАН США (1974) и Американского философского общества (2000). Лауреат International Cosmos Prize (2010).

## Биография
Дочь известного эколога и писателя Альдо Леопольда, самая младшая из его пяти детей. Получила степень бакалавра в Университете Мэдисона в Висконсине (1948) и степень магистра в Калифорнийском университете в Беркли (1950).
Докторскую степень по ботанике получила в Йельском университете, училась там у пионера палинологии Paul Sears, а также у Дж. Э. Хатчинсона. На протяжении 20 лет работала в Геологической службе США в Денвере, являлась там ботаником-исследователем и (в 1967-1976) числилась адъюнкт-профессором в Университете Колорадо. Как отмечают, её исследования коралловых атоллов помогли подтвердить гипотезу Чарльза Дарвина о том, как эволюционировала растительность. В 1969 году названа защитником природы года Федерацией дикой природы Колорадо.
В возрасте 48 лет избрана в НАН США, присоединившись таким образом к своим двум другим братьям-академикам, что доныне является единственным случаем в истории Академии избрания в неё троих братьев и сестер.
В 1976 году перебралась в Сиэтл и провела большую часть своей карьеры в Вашингтонском университете, где стала директором Центра четвертичных исследований (QRC) и профессором, изучала древние отложения пыльцы. Президент American Quaternary Association (1982-1984).
В 1982 вместе со своими четырьмя братьями и сестрами основала Фонд Альдо Леопольда, много лет занимала пост президента оного и председателя правления. С 2000 на пенсии. Умерла в возрасте 97 лет. Член Американской академии искусств и наук (1992). Отмечена медалью Палеонтологического общества (2013), называемой самой престижной наградой в мире палеонтологии.
Опубликовала более 100 научных работ. Концентрировалась на палеоклимате и эволюции современных типов леса. В 2012 году вышла её последняя книга Saved in Time.